# Măstăcani
Măstăcani – wieś w Rumunii, w okręgu Gałacz, w gminie Măstăcani. W 2011 roku liczyła 2115 mieszkańców.